# Élections législatives andorranes de 1997
Les élections législatives andorranes de 1997 ont eu lieu le 16 février 1997 afin de renouveler les 28 députés du Conseil général de l'Andorre.
Les Libéraux d'Andorre parviennent à conserver le pouvoir. Marc Forné Molné se maintient au poste de Chef du gouvernement d'Andorre.

## Système électoral

### Mode de scrutin
Le Conseil général se compose de vingt-huit députés élus pour un mandat de quatre ans, selon un mode de scrutin parallèle. Quatorze sièges sont pourvus au scrutin majoritaire plurinominal, à raison de deux pour chacune des sept circonscriptions dite « paroissiales ». Le reste des députés est élu au scrutin proportionnel suivant la méthode du plus fort reste dans une circonscription unique qui se compose de l'ensemble du territoire national.

## Candidatures
Au niveau national, 4 candidatures ont été déposées  :
- Libéraux d'Andorre avec Marc Forné Molné comme tête de liste.
- Agrupament Nacional Democràtic avec Ladislau Baró Solà comme tête de liste.
- Nova Democràcia avec Jaume Bartumeu Cassany comme tête de liste.
- Iniciativa Democràtica Nacional avec Vicenç Mateu Zamora comme tête de liste.

Au niveau des paroisses, les candidatures suivantes ont été déposées :
- Les Libéraux d'Andorre déposent une candidature dans toutes les paroisses à l'exception d'Ordino.
- L'Agrupament Nacional Democràtic dépose une candidature dans toutes les paroisses à l'exception de Canillo et La Massana.
- Iniciativa Democràtica Nacional et Nova Democràcia déposent une candidature à Andorre-la-Vieille et Escaldes-Engordany.
- L'Unió Parroquial d'Ordino dépose une candidature à Ordino.

## Résultats

### Total
|                                  |                                 |                    |                    |                    |                 |                 |                 |                |         |
| Parti                            | Parti                           | Circ. paroissiales | Circ. paroissiales | Circ. paroissiales | Circ. nationale | Circ. nationale | Circ. nationale | Sièges (total) | +/-     |
| Parti                            | Parti                           | Votes              | %                  | Sièges             | Votes           | %               | Sièges          | Sièges (total) | +/-     |
|                                  | Libéraux d'Andorre              | 3.474              | 44,4               | 10                 | 3.543           | 40,5            | 6               | 16             | +11     |
|                                  | Agrupament Nacional Democràtic  | 2.633              | 33,6               | 2                  | 2.347           | 27,1            | 4               | 6              | -2      |
|                                  | Nova Democràcia                 | 959                | 12,3               | 0                  | 1.471           | 16,8            | 2               | 2              | -3      |
|                                  | Iniciativa Democràtica Nacional | 504                | 6,4                | 0                  | 993             | 11,4            | 2               | 2              | 0       |
|                                  | Unió Parroquial d'Ordino        | 255                | 3,3                | 2                  | –               | –               | 0               | 2              | Nouveau |
| Votes blancs et nuls             | Votes blancs et nuls            | 1.013              | –                  | –                  | 459             | –               | –               | –              | –       |
| Total                            | Total                           | 8.837              | 100                | 14                 | 8.813           | 100             | 14              | 28             | 0       |
| Inscrits/Participation           | Inscrits/Participation          | 10.837             | 81,6               | –                  | 10.837          | 81,3            | –               | –              | –       |
| Source: https://www.eleccions.ad |                                 |                    |                    |                    |                 |                 |                 |                |         |

### Conseillers élus
| LA | AND | ND                                                             | IDN                                                   | UPd'O                                               |
| National 1. Marc Forné Molné 2. Enric Palmitjavila Ribó 3. Jordi Serra Malleu 4. Francesc Areny Casal 5. Francesc Bonet Casas 6. Miquel Alvarez Marfany Canillo 1. Josep Areny Fité 2. Miquel Casal Casal La Massana 1. Modest Baró Moles 2. Josep Garrallà Rossell Andorre-la-Vieille 1. Susagna Arasanz Serra 2. Pere Cervós Cardona Sant Julià de Lòria 1. Marc Pintat Forné 2. Agustí Marfany Puyoles Escaldes-Engordany 1. Antoni Martí Petit 2. Estanislau Sangrà Cardona | National 1. Ladislau Baró Solà 2. Jordi Torres Alís 3. Narcís Casal de Fonsdeviela 4. Enric Tarrado Vives Encamp 1. Josep Dallerès Codina 2. Miquel Alís Font | National 1. Jaume Bartumeu Cassany 2. Maria Rosa Ferrer Obiols | National 1. Vicenç Mateu Zamora 2. Vicenç Alay Ferrer | Ordino 1. Simó Duró Coma 2. Josep Àngel Mortés Pons |
| Source: https://www.eleccions.ad | |                                                                |                                                       |                                                     |